# Manuel José
Manuel José de Jesus (né le 9 avril 1946 à Vila Real de Santo António au Portugal) est un footballeur et entraîneur de football portugais.
Il est connu pour avoir découvert Luís Figo alors qu'ils étaient tous les deux au Sporting (Figo chez les jeunes et Manuel José en tant qu'entraîneur).

## Biographie

### Entraîneur
Il remplace Paulo Autuori comme entraîneur au SL Benfica au milieu de la saison 1996/97, mais ne parvient qu'à finir 3e du championnat. Il est limogé du club après une défaite 3-1 face à Rio Ave.
Ses meilleurs résultats sont une coupe et une super coupe du Portugal remportées avec Boavista et 20 titres remportés avec l'équipe égyptienne d'Al Ahly SC.
Avec Al Ahly, il bat un record de 71 matchs consécutifs sans défaites, et remporte 4 ligues des champions d'Afrique (2001, 2005, 2006 et 2008) et devient l'entraîneur le plus titré du club.
En 2001 à sa première année au Caire, il remporte sa première ligue des champions avec une équipe principalement composée de jeunes joueurs comme Hossam Ghaly. Il bat le Real Madrid CF 1-0 lors d'un match amical. Des rumeurs l'annoncent alors à la succession de Luiz Felipe Scolari en tant sélectionneur de l'équipe du Portugal, mais le poste sera donné à Carlos Queiroz.
Il est honoré par le président égyptien Hosni Moubarak d'une médaille nationale le 24 décembre 2006 pour sa contribution à Al Ahly et au football égyptien.
Le 13 mai 2009, José est officiellement nommé sélectionneur de l'Angola pour un contrat d'une année. Après 4 nominations consécutives, il gagne le trophée de meilleur entraîneur portugais de l'année 2009.

## Palmarès

### Joueur
Avec Benfica :
- Champion du Portugal en 1969

### Entraîneur
Avec Boavista  :
- Coupe du Portugal 1991/92
- Supercoupe du Portugal 1992/93

Avec Al Ahly SC  :
- Ligue des champions de la CAF 2001, 2005, 2006, 2008
- Supercoupe de la CAF 2002, 2006, 2007, 2009
- Championnat d'Égypte 2004/2005, 2005/2006, 2006/2007, 2007/2008, 2008/2009, 2010/2011
- Coupe d'Égypte 2006, 2007
- Supercoupe d'Égypte 2005, 2006, 2007, 2008
- 3e place à la Coupe du monde des clubs (17 décembre 2006)
- Médaille du Sport de Première Classe par le président égyptien Hosni Moubarak (24 décembre 2006)
- Meilleur entraîneur portugais de l'année 2009 (18 mai 2009)[1].